# Mario Scarabelli
Mario Vittorio Scarabelli (Milano, 9 settembre 1951) è un attore e doppiatore italiano.

## Carriera
Ha recitato in alcuni episodi di Casa Vianello nel ruolo dello psicologo, e in altre produzioni Mediaset, in alcuni prodotti cinematografici e teatrali. Spesso ricopre il ruolo del narratore, come nelle serie e nei film di Dragon Ball, One Piece, nelle serie de I Cavalieri dello zodiaco e Chrono Crusade e in numerosi documentari e trasmissioni televisive, come Magnifica Italia o Ziggie. Tra i personaggi più noti che ha doppiato, il Maestro Muten sempre di Dragon Ball e Squiddi Tentacolo in SpongeBob. Saltuariamente svolge anche il ruolo di direttore del doppiaggio. Nell'agosto 2019 è stato temporaneamente lo speaker di Canale 5, in sostituzione di Enrico Maggi.

## Filmografia

### Cinema
- Casomai, regia di Alessandro D'Alatri (2002)

### Televisione
- Cuore di mamma, regia di Gioia Benelli – film TV (1988)
- Balliamo e cantiamo con Licia – serie TV, 6 episodi (1988)
- Arriva Cristina – serie TV, 1 episodio (1988)
- Cristina – serie TV, 1 episodio (1989)
- Nemici intimi, regia di Piernico Solinas – film TV (1994)
- Boxershorts – serie TV (1997)
- Casa Vianello – serie TV, 3 episodi (2003-2005)
- L'avvocato – serie TV, 2 episodi (2003-2004)
- Tremotino: Parte 1, regia di Leonardo Amato – film TV (2012)

## Doppiaggio

### Film
- Gérard Depardieu in Diamond 13
- Steve Martin in Billy Lynn - Un giorno da eroe
- Ed Begley Jr. in La famiglia Addams si riunisce
- Geoffrey Rush in Ned Kelly
- Lung Ti in Valzer finale per un killer
- Peter Boyle in Una gorilla per amica
- Dennis Hopper in Unspeakable
- Julian Richings in Lo straordinario viaggio di T.S. Spivet
- Garry Chalk in Io & Marley 2 - Il terribile[1]
- Robert Silver in Mayflower Madam
- Brian Mallon in Gettysburg
- Andrè Dussolier in Effroyables Jardins
- Paul Kreppel in Art Squad - Gli artisti del furto
- Kunio Murai in Tokyo Ghoul - Il film

### Serie televisive
- Martin Landau in Senza traccia
- James Tolkan in I racconti della cripta
- John Kavanagh in Vikings
- Malcolm McDowell in Mozart in the Jungle
- Terry O'Quinn in Patriot
- Marshall Napier in Le sorelle McLeod
- George Takei in Super Ninja
- Marshall Manesh in How I Met Your Mother
- David Catanzaro in Brotherhood - Legami di sangue
- Greg Proops in True Jackson
- Guich Koock in Lewis & Clark
- Larry Cedar in Girovagando nel passato
- Joe Piscopo in Eddie, il cane parlante
- Robert Axelrod in Power Rangers
- Geoff Dolan in Power Rangers Megaforce
- Jack Banning in Power Rangers in Space
- Richard Johnson in Ti presento i Robinson
- Steve Bisley in Sea Patrol
- Wolf Bachofner in Fast Forward
- Sam Karmann in Il commissario Navarro
- Pierre LaPlace in Elodie Bradford
- Thierry Lhermitte in I testimoni
- Fred Van Kuyk in Mega Mindy
- Juanma Navas in Una vita
- John Prosky in Scandal
- Oscar Bingisser in Frieden - Il prezzo della pace

### Film d'animazione
- Fate/stay night: Heaven's Feel - I. presage flower, Fate/stay night: Heaven's Feel - II. lost butterfly, Fate/stay night: Heaven's Feel - III. spring song - Zouken Matou
- SpongeBob - Il film, SpongeBob - Fuori dall'acqua, Saving Bikini Bottom, Plankton - Il film - Squiddi Tentacolo
- Naruto Shippuden - Eredi della Volontà del Fuoco e Naruto Shippuden - Il film: La torre perduta - Hiruzen Sarutobi
- Fire Emblem Anime - Garnev
- La grande caccia all'Uovo di Pasqua - Carmen
- Jin-Roh - Uomini e lupi - Hajime Handa
- Aida degli alberi - Kanak
- I Cavalieri dello zodiaco - L'ultima battaglia - voce narrante
- Batman & Mr. Freeze: SubZero - Dottor Victor Frie/Freeze
- Ghost in the Shell - Signore dei pupazzi
- Kimba - La leggenda del leone bianco - Mandy
- La grande impresa dell'ispettore Gadget - Gadget Mobile
- Melanzane - Estate andalusa - Palliere, nonnetto, medico
- One Piece - L'isola segreta del barone Omatsuri - Keroshot
- One Piece - Trappola mortale - Biera
- Pokémon 2 - La forza di uno - Slowking
- Scooby-Doo e la mummia maledetta - Campbell
- Vampire Hunter D: Bloodlust - Polk
- Film di Dragon Ball - Maestro Muten
- Detective Conan - L'asso di picche - Kohei Sawaki
- Detective Conan - Solo nei suoi occhi - Toshiro Odagiri
- Fire Emblem - voce narrante
- Ken il guerriero - La leggenda del vero salvatore - Fugen
- Il segreto di Babbo Natale - Ippocastano
- My Little Pony - Equestria Girls - Big McIntosh
- Dino e la macchina del tempo - Borace

### Serie animate
- Dragon Ball, Dragon Ball Z, Dragon Ball GT e Dragon Ball Super - Maestro Muten, narratore
- I Cavalieri dello zodiaco - Gigars e Voce narrante
- Berserk - Boid
- I mille colori dell'allegria[2] - Cyril Sneer
- L'incredibile Hulk - Ghost Rider
- Transformers - Voce narrante nel serial Headmasters
- Grandi uomini per grandi idee, Imbarchiamoci per un grande viaggio - Dwarf
- Siamo fatti così - Metro
- Biocombat - Ghepard
- Monsuno - Master Ey and Hargrave
- SpongeBob - Squiddi Tentacolo e Squilliam Fancyson
- Naruto e Naruto: Shippuden - Hiruzen Sarutobi
- Dr. Slump[3] (2º doppiaggio, serie 1980/86) - Professor Testa Tonda e Dr. Caprone
- Viaggiamo con Benjamin - Ruggine
- Bonjour Marianne - John
- Automodelli - Mini 4WD - Paolone
- Tiramolla Adventures - Saetta
- Il pericolo è il mio mestiere - Richard P. Fungus
- All'arrembaggio Sandokan! - Yanez
- Re Artù e i cavalieri della tavola rotonda - Lord Viper
- Robinson Bignè - Floydd
- È un po' magia per Terry e Maggie - Duca di Diamante
- Pazze risate per mostri e vampiri - Agente Buonocattivo cattivo
- Viaggiando nel tempo - Galileo Galilei, Ulisse, Confucio e Merlino
- Bastard!! - Bon Jovina
- Benny & Ralph: due cuccioli per amici - Jack
- Acqua in bocca - Papà Carugati
- The Batman - Capo Angel Rojas e Dr. Langstrom
- Ever After High - Giles Grimm e Tremotino
- Papyrus e i misteri del Nilo - Raouser
- Tex Avery Show - Pompeii Pete
- Woody Woodpecker - Sergente Hogwash
- Planetes - Narratore
- Le avventure di Jimmy Neutron - Prof. Calamitous
- Sabrina, the Animated Series - Professor Snipe
- Fiocchi di cotone per Jeanie - Joe
- Il guardiano della foresta - Mushiking - Glum
- Insuperabili X-Men - Sebastian Shaw e Sauron
- T.U.F.F. Puppy - Bird Brain
- Zatch Bell! - Mr. Goldo
- Blue Dragon - Nene
- Patlabor - Seitaro Sakaki
- Yu-Gi-Oh! - Johnson e Zorc l'Oscuro
- Yu-Gi-Oh! GX - Mr. Shroud, prof. Eisenstein, dott. Collector
- Inazuma Eleven GO e Inazuma Eleven GO Chrono Stones - Chester Horse Sr.
- My Little Pony - L'amicizia è magica - Big McIntosh (nelle prime quattro stagioni), drago (ep. 7), Flutthershy (ep. 9, voce maschile), uno dei cani stanadiamanti, sceriffo Silverstar, Cranky Doodle Donkey, Gladmane
- Camp Lakebottom - Saywer (1ª voce)
- Pippi Calzelunghe - Cap. Calzelunghe
- Quella strana fattoria- Zotik
- Kung-Foot: la squadra delle meraviglie - Erik Carlsson
- Il segreto della sabbia - Agenore San Bellan
- Animali svitati - Mr. Mewser
- La giostra magica - Sig. McEnrick
- Picchiarello - serg. Hogwash (2ª edizione)[4]
- Il mio amico Rocket - Professor Quigley Q
- Il piccolo regno di Ben e Holly - Vecchio Saggio Elfo
- Yu-Gi-Oh! 5D's - Z-one
- Sherlock Holmes - Indagini dal futuro - Dottor Watson
- Rocket Monkeys - Dottor Chimpsky
- Kulipari: L'esercito delle rane - Jir
- Berry Bees - Cosmo Greenthumb
- Pound Puppies - Leonard McLeish
- Pac-Man e le avventure mostruose - Dottor Chiappetti
- Doraemon - Kaminari
- Detective Conan - voci secondarie
- Fate/Apocrypha - Serge
- My Hero Academia - voci secondarie
- Project Arms - Dottor Graham
- Jim Bottone - Luca
- One Piece - vari personaggi secondari
- Time Bokan - Le macchine del tempo - Boyakki
- Pokémon - personaggi secondari
- Sonic - Caciotta
- Magic Kaito 1412 - Konosuke Jii
- Gli Abissi - Danny Boy
- Fullmetal Alchemist: Brotherhood - Foo
- Batman of the Future  - Derek Powers/Blight
- Le fiabe son fantasia - Lupo cattivo, Gran ciambellano, personaggi vari
- Baki the Grappler - Goki Shibukawa
- Cutie Honey Universe - Danbei Hayami
- Overlord - Pontefice massimo e Vesture Kloff Di Laufen
- DanMachi - Urano e Goibniu
- That Time I Got Reincarnated as a Slime - Hakurou
- Mashle: Magic and Muscles - Preside Wahlberg
- Hell's Paradise - capo villaggio
- Dr. Stone - Kaseki

### Videogiochi
- Jax, Karthus in League of Legends
- Padre Mathias in Tomb Raider
- Commissario James Gordon in Batman: Arkham Asylum[5], Batman: Arkham City[6], Batman: Arkham Origins,[7] Batman: Arkham Knight[8] e LEGO DC Super-Villains[9]
- Ammon Jerro in Neverwinter Nights 2
- Frederick Johnson in Alone in the Dark: The New Nightmare[10]
- Rodrigo Borgia in Assassin's Creed II[11] e Assassin's Creed: Brotherhood[12]
- Chretien Lefreniere in Assassin's Creed: Unity[13]
- Capitano Perry in Heavy Rain[14]
- Steven Coyne in Mafia II
- Sergente Midas e Caleb in Warhammer 40.000: Space Marine[15]
- Enzo Conti in  Mafia III
- Set Roth in Wolfenstein: The New Order
- Dexion Evicus in The Elder Scrolls V: Skyrim
- Squiddi Tentacolo in SpongeBob SquarePants: Battle for Bikini Bottom - Rehydrated[16], SpongeBob SquarePants: The Cosmic Shake
- Marius, Alkor e Volume di Moldy in Diablo II[17]
- Alto Sacerdote Thaddeus Campbell in Dishonored[18]
- Sceicco Ahmad in Beyond: Due anime[19]
- Vitellius in Ryse: Son of Rome
- L'Oratore/Voce del Viaggiatore in Destiny[20] e Destiny 2[21]
- L'Uomo Ombra in Call of Duty: Black Ops III[22]
- Dio serpente Ka e Gul'dan in Heroes of the Storm[23]
- Dr. Hill in Until Dawn
- Panco Pinco in La rivincita dei Cattivi
- Torbjörn in Overwatch (2016), Overwatch 2 (2022)[24]
- Phil in Park Beyond (2023)[25]
- Personaggi vari in Horizon Zero Dawn
- Medunamun in Assassin's Creed: Origins[26]
- Carl Manfred in Detroit: Become Human[27]
- Vargas in Uncharted 4: Fine di un ladro[28]
- Dr. Barnaby in Dead Rising 4[29]
- Pericle e Artaserse in Assassin's Creed: Odyssey[30]
- Omar "Lupo" Sullaman in Call of Duty: Modern Warfare (2019)[31]
- Narratore in Trine 4: The Nightmare Prince
- Dottor X e Professor Gangrene in Action Man: Mission Xtreme[32]
- Pappy in Borderlands 3[33]
- Tiago Marques in Broken Sword 5: La maledizione del serpente[34]
- Annunciatore e Vercingetorige in CivCity: Rome[35]
- Newton in Little Big Planet 3[36]
- Cap. Bezu Fache in Il codice da Vinci[37]
- Zanny in Days Gone[38]
- Richard Smallhorn in Deus Ex: Mankind Divided[39]
- Enkasi, Hamish e Lord Vermillion in Diablo III: Reaper of Souls[40]
- Mister Smith, Sindaco Ernst Habermas e Venditore orologi a Cucù in Gabriel Knight 2: The Beast Within[41]
- Anub'rekhan, Principe Gallywix e Ricercatore svitato in Hearthstone[42]
- Direttore Goldwin, Chester Horse Senior e Pinkus Mountbatten in Inazuma Eleven GO[43]
- Grax in Starlink: Battle for Atlas[44]
- Kalibak in LEGO DC Super-Villains[9]
- Monaco delle sale dell'illusione e mercante delle segrete in Sekiro: Shadows Die Twice[45]
- Hernando Monroy in Outriders[46]
- Geglash in Diablo II: Resurrected (2021)[47]
- Rakuen in Planet of Lana[48]
- Grande unificatore Raker in Marvel's Guardians of the Galaxy[49]
- Tutorial in The Quarry[50]
- Ranrok in Hogwarts Legacy[51]
- Pomuz Zlicek in Diablo IV[52]
- Harpocrates in Final Fantasy XVI[53]
- Gizmo in Suicide Squad: Kill the Justice League[54]
- Padre Cesare Ventura in Indiana Jones e l'antico cerchio[55]
- Kamiizumi Nobutsuna in Assassin's Creed Shadows [56]